# Prix Theodor-Haecker
Le prix Theodor-Haecker (en allemand Theodor-Haecker-Preis) a été créé par la ville d’Esslingen am Neckar (Bade-Wurtemberg, Allemagne) en 1995 pour le courage civique et la sincérité politique. Il est décerné tous les deux ans à des personnalités ou groupes ayant des mérites exceptionnels dans leur travail pour la paix et la démocratie.
Le nom du prix a été choisi en hommage au philosophe, homme de lettres et résistant allemand Theodor Haecker, qui a passé plusieurs années de sa vie à Esslingen.

## Lauréats
- 1995 : Sergueï Kovalev (Russie), défenseur des droits de l’homme
- 1997 : Jihane el-Sadate (Égypte), professeur
- 1999 : Salima Ghezali (Algérie), journaliste
- 2001 : Vesna Pešić (Serbie), pour sa défense des droits de l’homme et ses recherches dans le domaine de la paix
- 2003 : Laurien Ntezimana (Rwanda), théologien, pour la protection des Tutsi pendant le génocide en 1994 et son engagement dans la réconciliation des groupes ethniques
- 2005 : Eren Keskin (Turquie)
- 2007 : Judith Galarza (Mexique)
- 2009 : Kitwe Mulunda Guy (République démocratique du Congo ou RDC), pour son action en faveur des droits humains
- 2011 : Shiva Nazar Ahari (Iran), pour son action en faveur des droits humains
- 2013 : Leyla Yunus (Azerbaïdjan), directrice de l'Institut pour la paix et la démocratie (IPD), pour son engagement contre la corruption et en faveur des prisonniers politiques
- 2015 : Laisa Santos Sampaio (Brésil), pour son action de défense de l'écosystème forestier d'Amazonie, moyen de subsistance pour les populations locales
- 2017 : Urmila Chaudhary (Népal), pour son engagement en faveur des droits et de l'éducation des filles esclaves au Népal

En 2000 lors d’une cérémonie extraordinaire a été décoré le réformateur et opposant biélorusse Viktar Hantchar.